# Federico Seneca
Pour les articles homonymes, voir Seneca.
Federico Seneca est un dessinateur, affichiste et publiciste né le 9 août 1891 à Fano et mort le 16 novembre 1976 à Casnate con Bernate. Il est l'un des plus importants affichistes italiens du XXe siècle.

## Biographie
Federico Seneca naît le 9 août 1891 à Fano en Italie centrale. Son père, Temistocle Bernardino, est originaire de Carpineto Romano. Sa mère, Maria Antonia Mauruzi, appartient à la famille des comtes de Stacciola et est originaire de Fossombrone. Après ses humanités, il étudie à l'académie des beaux-arts d'Urbino dont il sort diplômé en 1911. Il enseigne le dessin à Fano avant de s'orienter vers une carrière d'affichiste. 
Il crée en 1912 l'affiche publicitaire pour la station balnéaire de Fano, sa seule œuvre connue dans ce domaine pour la période précédant la Grande Guerre, dans laquelle son style original se démarque déjà des influences de la tendance traditionnelle. Il réalise une seconde affiche pour la station balnéaire, datée de 1924,.
Au cours de la Première Guerre mondiale, Federico Seneca est d'abord enrôlé dans les troupes alpines puis dans le corps des aviateurs où il rencontre Gabriele D'Annunzio. De retour du front et décoré de la croix de guerre, il est nommé responsable de la publicité de la confiserie Perugina dans la capitale ombrienne où il entre en contact avec le milieu artistique local dominé à l'époque par Gerardo Dottori, chef de file du second futurisme et auteur du manifeste de l'aéropeinture.
Dès 1922, il crée le logo des chocolats Bacio Perugina, avec des références claires au graphisme nouveau de Leopoldo Metlicovitz et Marcello Dudovich,. Entre 1924 et 1927 il crée quatre affiches pour la Coppa della Perugina,,, organisée par Giovanni Buitoni (it), propriétaire de la Perugina, dans lesquelles, confronté au problème de la représentation du mouvement et de la vitesse, il adopte l'approche de futuristes comme Gerardo Dottori ou Umberto Boccioni, s'affranchissant définitivement de l'ascendant Liberty et abandonnant temporairement l'inspiration cubiste. En 1925, il devient directeur de la publicité de Buitoni pour laquelle il prépare la campagne pour la Pastina glutinata,. Ses affiches sont composées autour d'une figure symbolique aux formes compactes et volumétriques influencées par le post-cubisme et Leonetto Cappiello et dont le processus créatif est guidé par ses propres recherches plastiques plutôt que par celles prônées par des courants comme Novecento ou Valori plastici. Entre autres récompenses nationales et étrangères, il remporte en 1929 le premier prix de l'exposition internationale d'affiches de Munich.
Dans les années 1930 il réalise des affiches pour le parti national fasciste notamment pour Il lavoro fascista, quotidien de la confédération syndicale fasciste des travailleurs et des artistes édité entre 1929 et 1943 et, en 1932, pour le premier rassemblement des artistes professionnels à l'occasion du dixième anniversaire de la révolution.
En 1932 il interrompt sa collaboration avec Perugina et Buitoni et ouvre une agence de publicité à Milan. Pour la période située entre 1935 et 1953, seule une esquisse réalisée en 1946 pour une affiche de propagande monarchiste à l'occasion du référendum nous est parvenue. Dès le début des années 1950, il travaille pour des entreprises ou des produits comme Agip, Agipgas (it), Chlorodont (it), Cinzano, Energol, Lane BBB Monza, Modiano (it), Montecatini, Naylon (it), Pibigas, Ramazzotti, Rayon, Stipel et Talmone,. 
À partir de 1955 l'agence milanaise poursuit son activité à un rythme modéré et ferme à la fin de la décennie. Entre-temps Federico Seneca ouvre avec son fils une entreprise artisanale rapidement abandonnée. Il se retire définitivement de la scène artistique et publicitaire en 1969 et s'installe avec sa famille à Casnate con Bernate dans la province de Côme. Il a épousé en 1925 Sofia Santini, originaire de Pérouse. Ils ont un fils, Bernardino, né en 1934.
Federico Seneca meurt le 16 novembre 1976 à Casnate con Bernate.

## Expositions
Federico Seneca est l'un des plus importants affichistes italiens du XXe siècle. Des expositions lui sont régulièrement consacrées comme celle du M.a.x.museo (it) de Chiasso dans le canton du Tessin en Suisse, intitulée « Le signe et la forme de la publicité » qui s'est tenue du 9 octobre 2016 pour le quarantième anniversaire de la mort de Federico Seneca au 22 janvier 2017 et a permis pour la première fois de suivre son parcours créatif dans les 300 œuvres présentées,. L'exposition a ensuite été présentée à Pérouse du 12 mars au 4 juin 2017, à Fano du 14 juillet au 24 septembre 2017 et à Trévise du 3 février au 3 juin 2018. 

## Illustrations

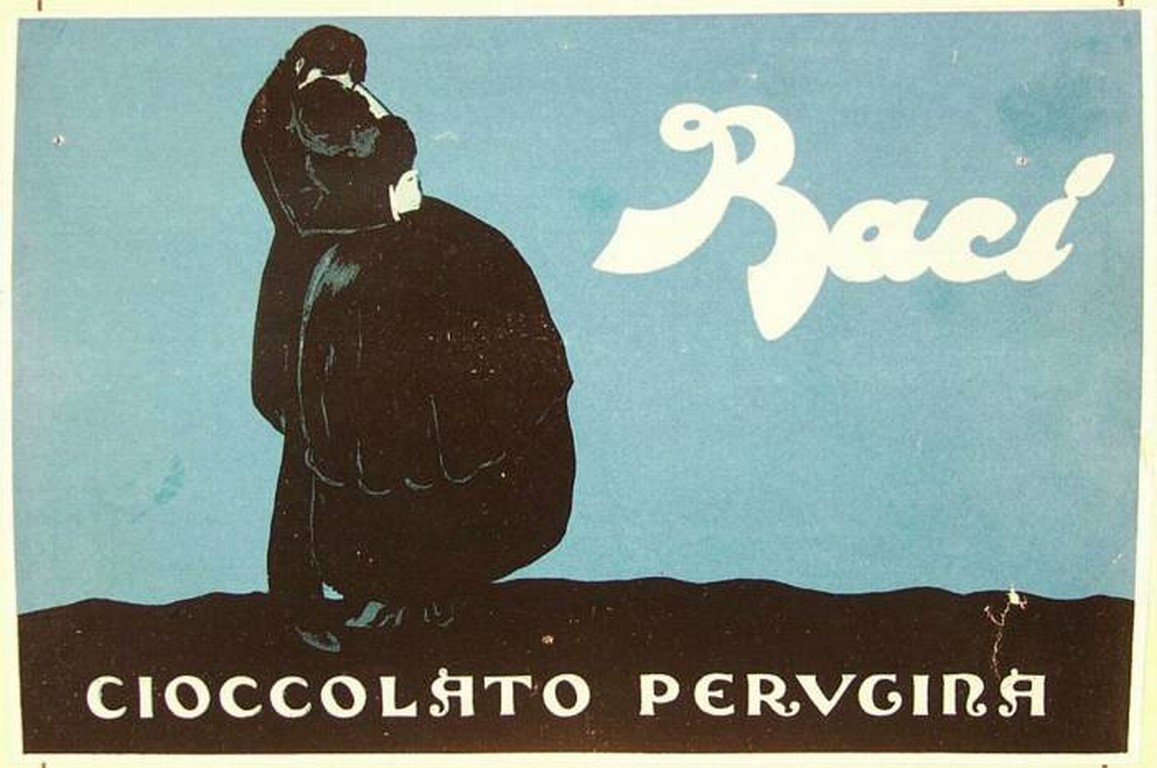
Image publicitaire pour les chocolats Bacio Perugina 1923.
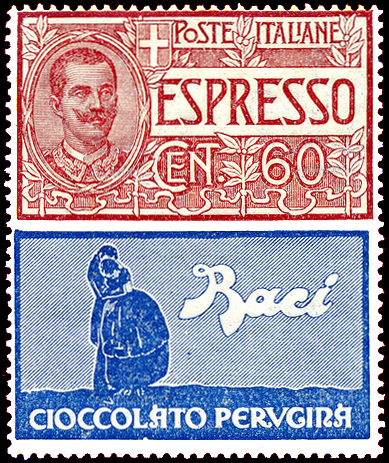
Timbre de la poste italienne illustré par l'image publicitaire pour les chocolats Bacio Perugina 1924.
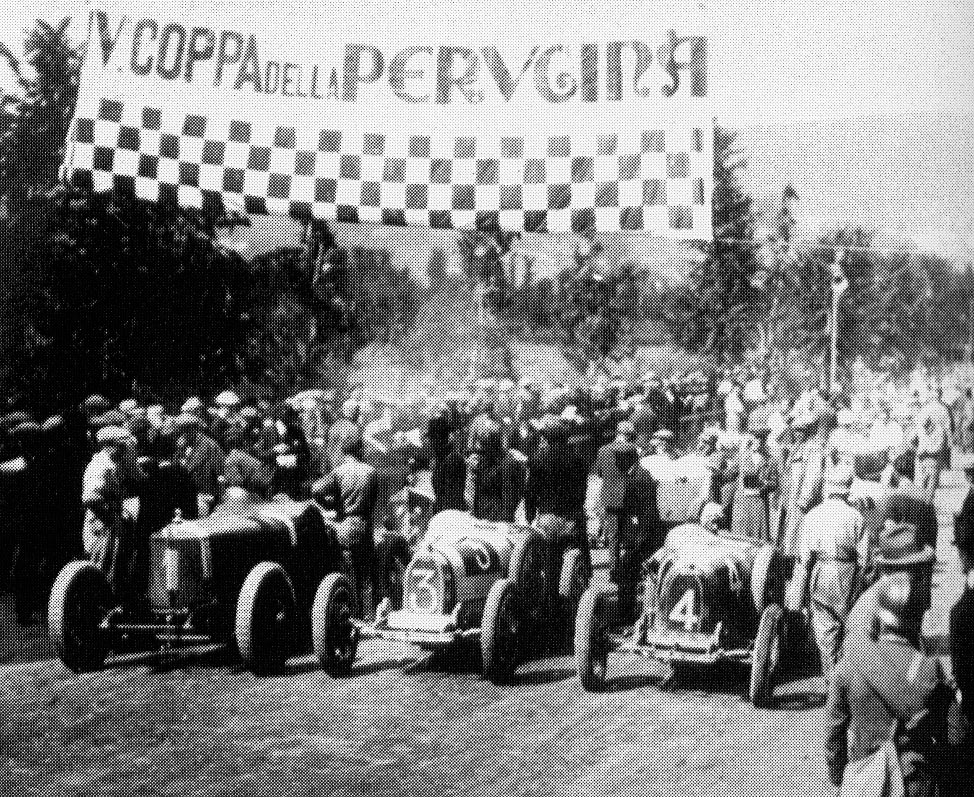
Départ de la Coppa della Perugina 1927.
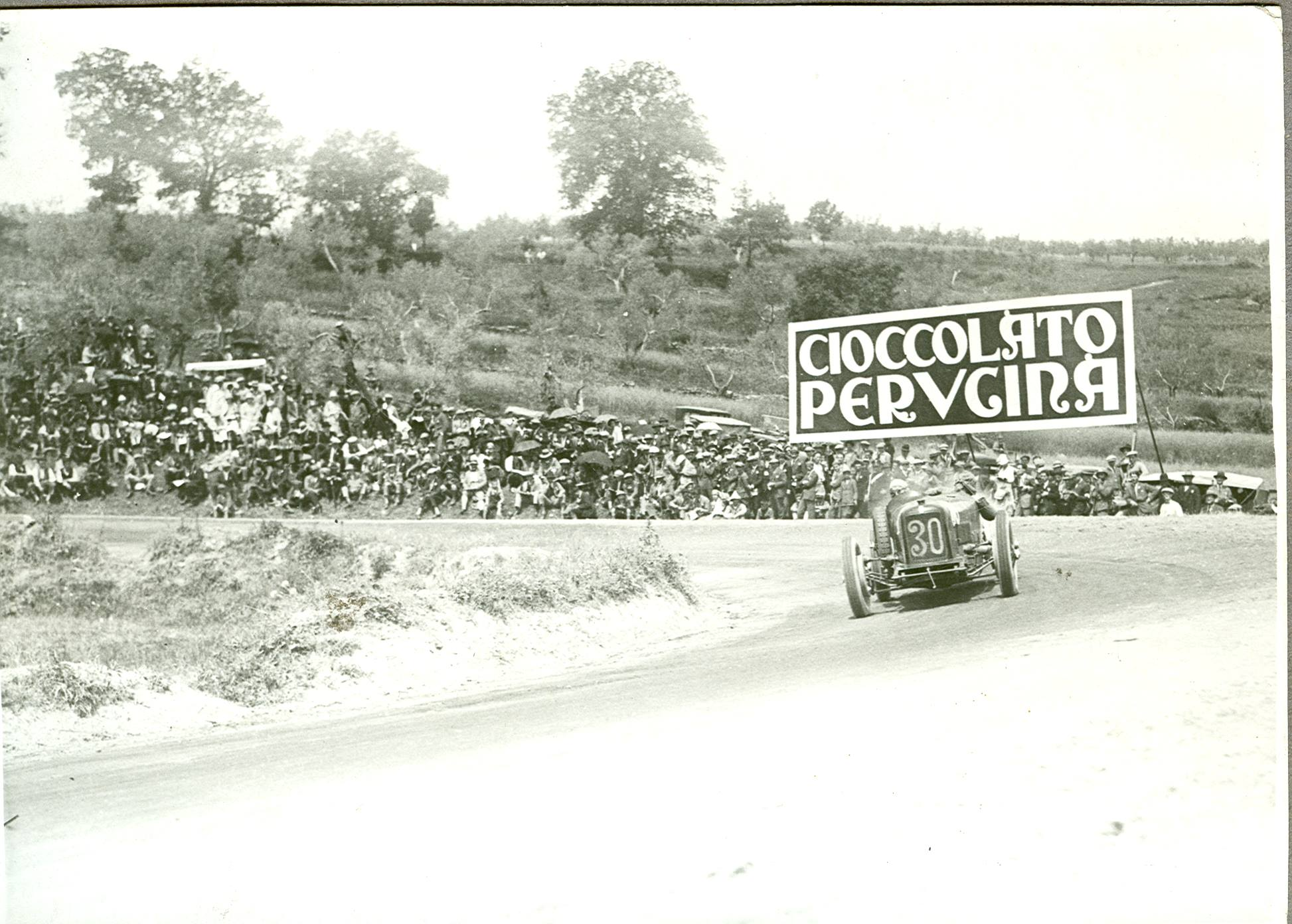
Image publicitaire pour le Cioccolato Perugina sur le parcours de la Coppa 1927.